# Canoagem nos Jogos Olímpicos de Verão de 2020 - Qualificação
Este artigo detalha a fase de qualificação da canoagem nos Jogos Olímpicos de Verão de 2020. (As Olimpíadas foram adiadas para 2021 devido à pandemia de COVID-19). Semelhante ao formato de 2012 e 2016, um sistema de qualificação foi estabelecido para o slalom e a velocidade nestes Jogos. As vagas para cada prova foram estabelecidas pela International Canoe Federation em outubro de 2018.

## Sumário de qualificação
| CON                               | Slalom | Slalom | Slalom | Slalom | Velocidade | Velocidade | Velocidade | Velocidade | Velocidade | Velocidade | Velocidade | Velocidade | Velocidade | Velocidade | Velocidade | Velocidade | Total  | Total   |
| CON                               | K1 M   | C1 M   | K1 W   | C1 W   | Masculino  | Masculino  | Masculino  | Masculino  | Masculino  | Masculino  | Feminino   | Feminino   | Feminino   | Feminino   | Feminino   | Feminino   | Barcos | Atletas |
| CON                               | K1 M   | C1 M   | K1 W   | C1 W   | K1 200     | K1 1000    | K2 1000    | K4 500     | C1 1000    | C2 1000    | K1 200     | K1 500     | K2 500     | K4 500     | C1 200     | C2 500     | Barcos | Atletas |
| --------------------------------- | ------ | ------ | ------ | ------ | ---------- | ---------- | ---------- | ---------- | ---------- | ---------- | ---------- | ---------- | ---------- | ---------- | ---------- | ---------- | ------ | ------- |
| GER Alemanha                      | Yes    | Yes    | Yes    | Yes    |            |            | Yes        | Yes        | Yes        | Yes        |            |            | Yes        | Yes        |            | Yes        | 11     | 21      |
| AND Andorra                       |        |        | Yes    |        |            |            |            |            |            |            |            |            |            |            |            |            | 1      | 1       |
| ALG Argélia                       |        |        |        |        |            |            |            |            |            |            | Yes        |            |            |            |            |            | 1      | 1       |
| ARG Argentina                     | Yes    |        |        |        | Yes        | Yes        |            |            |            |            | Yes        |            |            |            |            |            | 4      | 4       |
| AUS Austrália                     | Yes    | Yes    |        | Yes    |            |            | Yes        | Yes        |            |            |            |            | Yes        | Yes        |            | Yes        | 8      | 16      |
| AUT Áustria                       | Yes    |        | Yes    | Yes    |            |            |            |            |            |            |            |            | Yes        |            |            |            | 4      | 5       |
| BEL Bélgica                       | Yes    |        |        |        |            | Yes        |            |            |            |            |            |            | Yes        |            |            |            | 3      | 4       |
| BIZ Belize                        |        |        |        |        |            | Yes        |            |            |            |            |            |            |            |            |            |            | 1      | 1       |
| BLR Bielorrússia                  |        |        |        |        |            | Yes        |            | Yes        |            |            |            | Yes        |            | Yes        | Yes        | Yes        | 6      | 12      |
| BRA Brasil                        | Yes    |        |        | Yes    |            | Yes        |            |            | Yes        | Yes        |            |            |            |            |            |            | 5      | 5       |
| BUL Bulgária                      |        |        |        |        |            |            |            |            |            |            |            |            |            |            | Yes        |            | 1      | 1       |
| CAN Canadá                        | Yes    | Yes    | Yes    | Yes    |            |            | Yes        | Yes        | Yes        | Yes        | Yes        | Yes        |            | Yes        | Yes        | Yes        | 11     | 20      |
| KAZ Cazaquistão                   |        | Yes    | Yes    |        |            |            |            |            |            | Yes        | Yes        | Yes        |            |            |            | Yes        | 6      | 7       |
| CHI Chile                         |        |        |        |        |            |            |            |            |            |            |            |            |            |            | Yes        | Yes        | 2      | 2       |
| CHN China                         | Yes    |        | Yes    | Yes    |            | Yes        | Yes        |            | Yes        | Yes        |            |            | Yes        | Yes        | Yes        | Yes        | 11     | 18      |
| KOR Coreia do Sul                 |        |        |        |        | Yes        |            |            |            |            |            |            |            |            |            |            |            | 1      | 1       |
| CRO Croácia                       |        | Yes    |        |        |            |            |            |            |            |            |            | Yes        |            |            | Yes        |            | 3      | 3       |
| CUB Cuba                          |        |        |        |        |            |            |            |            | Yes        | Yes        |            |            |            |            |            | Yes        | 3      | 5       |
| DEN Dinamarca                     |        |        |        |        |            |            |            |            |            |            | Yes        | Yes        |            | Yes        |            |            | 3      | 4       |
| EGY Egito                         |        |        |        |        | Yes        |            |            |            |            |            |            | Yes        |            |            |            |            | 2      | 2       |
| SVK Eslováquia                    | Yes    | Yes    | Yes    | Yes    |            | Yes        |            | Yes        |            |            |            |            |            |            |            |            | 6      | 9       |
| SLO Eslovênia                     | Yes    | Yes    | Yes    | Yes    |            |            |            |            |            |            |            |            | Yes        |            |            |            | 5      | 6       |
| ESP Espanha                       | Yes    | Yes    | Yes    | Yes    |            |            | Yes        | Yes        |            | Yes        | Yes        | Yes        |            |            | Yes        |            | 10     | 16      |
| USA Estados Unidos                | Yes    | Yes    |        | Yes    |            |            |            |            |            |            |            |            |            |            | Yes        |            | 4      | 4       |
| FRA França                        | Yes    | Yes    | Yes    | Yes    | Yes        |            | Yes        |            | Yes        |            | Yes        | Yes        |            | Yes        |            |            | 10     | 13      |
| GBR Grã-Bretanha                  | Yes    | Yes    | Yes    | Yes    | Yes        |            |            |            |            |            | Yes        | Yes        |            |            |            |            | 7      | 7       |
| HUN Hungria                       |        |        |        | Yes    |            |            | Yes        | Yes        |            | Yes        | Yes        | Yes        |            | Yes        | Yes        | Yes        | 9      | 18      |
| COK Ilhas Cook                    |        |        | Yes    |        |            | Yes        |            |            |            |            | Yes        |            |            |            |            |            | 3      | 3       |
| IRI Irã                           |        |        |        |        |            | Yes        |            |            |            |            |            |            |            |            |            |            | 1      | 1       |
| IRL Irlanda                       |        | Yes    |        |        |            |            |            |            |            |            |            |            |            |            |            |            | 1      | 1       |
| ITA Itália                        | Yes    |        | Yes    | Yes    | Yes        |            | Yes        |            |            |            | Yes        |            |            |            |            |            | 6      | 7       |
| JPN Japão                         | Yes    | Yes    | Yes    | Yes    |            |            |            | Yes        | Yes        |            |            | Yes        |            |            |            | Yes        | 8      | 12      |
| LAT Letônia                       |        |        |        |        | Yes        |            |            |            |            |            |            |            |            |            |            |            | 1      | 1       |
| LTU Lituânia                      |        |        |        |        | Yes        |            |            |            |            |            |            |            |            |            |            |            | 1      | 1       |
| MAR Marrocos                      | Yes    |        | Yes    |        |            |            |            |            |            |            |            |            |            |            |            |            | 2      | 2       |
| MEX México                        |        |        | Yes    |        |            |            |            |            |            |            |            |            |            |            |            |            | 1      | 1       |
| MOZ Moçambique                    |        |        |        |        |            |            |            | Yes        |            |            |            |            |            |            |            |            | 1      | 1       |
| MDA Moldávia                      |        |        |        |        |            |            |            |            | Yes        |            |            |            |            |            |            | Yes        | 2      | 3       |
| NGR Nigéria                       |        |        |        |        |            |            |            |            |            |            |            |            |            |            | Yes        |            | 1      | 1       |
| NOR Noruega                       |        |        |        |        |            | Yes        |            |            |            |            |            |            |            |            |            |            | 1      | 1       |
| NZL Nova Zelândia                 | Yes    |        | Yes    |        |            |            | Yes        |            |            |            | Yes        | Yes        |            | Yes        |            |            | 6      | 8       |
| NED Países Baixos                 |        |        | Yes    |        |            |            |            |            |            |            |            |            |            |            |            |            | 1      | 1       |
| POL Polônia                       | Yes    | Yes    | Yes    | Yes    |            |            |            |            | Yes        | Yes        | Yes        |            | Yes        | Yes        | Yes        |            | 10     | 13      |
| POR Portugal                      | Yes    |        |        |        |            | Yes        |            | Yes        |            |            | Yes        | Yes        |            |            |            |            | 5      | 8       |
| CZE República Checa               | Yes    | Yes    | Yes    | Yes    |            | Yes        | Yes        |            | Yes        | Yes        |            |            |            |            |            |            | 8      | 8       |
| ROU Romênia                       |        |        |        |        |            |            |            |            |            | Yes        |            |            |            |            |            |            | 1      | 2       |
| RUS Rússia                        | Yes    |        | Yes    |        | Yes        | Yes        |            | Yes        |            | Yes        | Yes        |            |            | Yes        |            | Yes        | 9      | 17      |
| SAM Samoa                         |        |        |        |        | Yes        |            |            |            | Yes        |            |            | Yes        |            |            |            |            | 3      | 3       |
| STP São Tomé e Príncipe           |        |        |        |        |            |            |            |            |            | Yes        |            |            |            |            |            |            | 1      | 2       |
| SEN Senegal                       |        | Yes    |        |        |            |            |            |            |            |            |            |            |            |            |            |            | 1      | 1       |
| SRB Sérvia                        |        |        |        |        | Yes        | Yes        |            |            |            |            |            | Yes        |            |            |            |            | 3      | 3       |
| SWE Suécia                        | Yes    |        |        |        | Yes        |            |            |            |            |            |            | Yes        |            |            |            |            | 3      | 3       |
| SUI Suíça                         | Yes    | Yes    | Yes    |        |            |            |            |            |            |            |            |            |            |            |            |            | 3      | 3       |
| THA Tailândia                     |        |        |        |        |            |            |            |            |            |            |            |            |            |            | Yes        |            | 1      | 1       |
| TPE Taipé Chinês                  |        |        | Yes    |        |            |            |            |            |            |            |            |            |            |            |            |            | 1      | 1       |
| ROT Equipe Olímpica de Refugiados |        |        |        |        |            | Yes        |            |            |            |            |            |            |            |            |            |            | 1      | 1       |
| TUN Tunísia                       |        |        |        |        |            | Yes        |            |            | Yes        |            |            |            | Yes        |            |            |            | 3      | 4       |
| UKR Ucrânia                       |        |        | Yes    |        |            |            |            |            | Yes        | Yes        |            |            | Yes        | Yes        |            | Yes        | 6      | 11      |
| UZB Uzbequistão                   |        |        |        |        |            |            |            |            |            |            |            |            |            |            |            | Yes        | 1      | 2       |
| Total: 59 CONs                    | 24     | 17     | 24     | 17     | 12         | 15         | 10         | 11         | 12         | 14         | 12         | 16         | 8          | 12         | 12         | 13         | 241    | 331     |

## Slalom
Para as provas de slalom, os homens e as mulheres competiram no C-1 e no K-1. As qualificações foram alocadas para os CONs, não para competidores específicos. Os CONs estavam limitados a um barco por prova. As vagas de qualificação foram conquistadas conforme o seguinte:
- Campeonato Mundial: Os barcos de melhor classificação (considerando apenas um barco por CON) conseguiram a qualificação para seu CON. 18 vagas de qualificação estavam disponíveis nas provas do K-1, e 11 no C-1.
- Eventos de Qualificação Continental: Apenas CONs que não conseguiram qualificação em uma determinada prova no Campeonato Mundial estiveram elegíveis. Para as provas do K-1 e do C-1, uma vaga estava disponível para cada continente.
- País-sede: O Japão, como país-sede, tem uma vaga em cada prova, se não qualificado previamente.
- Comissão Tripartite: A Canoagem (slalom e velocidade) tem um total de 2 vagas a serem distribuídas por convites.
- Realocação: As vagas não utilizadas foram realocadas.

### Linha do tempo
| Evento                                                       | Data                        | Local                    |
| ------------------------------------------------------------ | --------------------------- | ------------------------ |
| Campeonato Mundial de Canoagem Slalom de 2019                | 25 a 29 de setembro de 2019 | La Seu d'Urgell, Espanha |
| Campeonato de Canoagem Slalom da Oceania de 2020             | 1 a 3 de fevereiro de 2020  | Auckland, Nova Zelândia  |
| Qualificatória Olímpica de Canoagem Slalom da África de 2021 | 20 e 21 de março de 2021    | La Seu d'Urgell, Espanha |
| Qualificatória Olímpica de Canoagem Slalom da Ásia de 2021   | 1 e 2 de maio de 2021       | Pattaya, Tailândia       |
| Campeonato Europeu de Canoagem Slalom de e021                | 7 a 9 de maio de 2021       | Ivrea, Itália            |

### Tabela de qualificação
| Evento                         | K-1 masculino | C-1 masculino | K-1 feminino | C-1 feminino |
| ------------------------------ | --- | --- | --- | --- |
| País-sede                      | JPN Japão | JPN Japão | JPN Japão | JPN Japão |
| Campeonato Mundial de 2019     | CZE República Checa GBR Grã-Bretanha POR Portugal RUS Rússia AUS Austrália ESP Espanha SVK Eslováquia FRA França GER Alemanha CAN Canadá ITA Itália AUT Áustria SUI Suíça SLO Eslovênia USA Estados Unidos BRA Brasil SWE Suécia NZL Nova Zelândia | FRA França POL Polônia SLO Eslovênia SVK Eslováquia SUI Suíça IRL Irlanda ESP Espanha CAN Canadá CRO Croácia CZE República Checa GBR Grã-Bretanha | CZE República Checa SVK Eslováquia AUT Áustria UKR Ucrânia FRA França GBR Grã-Bretanha NZL Nova Zelândia POL Polônia NED Países Baixos GER Alemanha AND Andorra ESP Espanha SLO Eslovênia ITA Itália RUS Rússia COK Ilhas Cook CAN Canadá CHN China | ESP Espanha AUS Austrália GER Alemanha CZE República Checa AUT Áustria BRA Brasil USA Estados Unidos GBR Grã-Bretanha ITA Itália FRA França SLO Eslovênia |
| Campeonato da Oceania de 2020  | — | AUS Austrália | — | — |
| Campeonato Africano de 2021    | MAR Marrocos | SEN Senegal | MAR Marrocos | — |
| Alocação Pan-Americana         | ARG Argentina | USA Estados Unidos | MEX México | CAN Canadá |
| Qualificatório da Ásia de 2021 | CHN China | KAZ Cazaquistão | KAZ Cazaquistão | CHN China |
| Campeonato Europeu de 2021     | POL Polônia | GER Alemanha | SUI Suíça | SVK Eslováquia |
| Comissão Tripartite            | — | — | — | — |
| Realocação                     | BEL Bélgica | — | TPE Taipé Chinês | POL Polônia HUN Hungria |
| Total                          | 24 | 17 | 24 | 17 |

Italic: A Federação nacional qualificou um barco, porém o atleta que fez isso já estava contado em outro barco

* Não foi realizada a competição continental, já que menos de três barcos estavam elegíveis.

** A federação nacional está limitada a duas vagas de atletas em evento qualificatório continental.

## Velocidade
Os CONs estão limitados a um barco por prova, e no caiaque a 6 vagas masculinas e 6 femininas. A qualificação permite que um CON participe, não necessariamente na pessoa do canoísta que conquistou a vaga. As vagas dadas são por barcos. Qualification spots were earned as follows:
- Campeonato Mundial: Os barcos de melhor classificação (considerando apenas um barco por CON) conquistaram a qualificação para seu CON. Havia 5 vagas para barcos nas provas de K-1, com uma vaga adicional para o país-sede nos 1000 m masculino e nos 500 m feminino, 6 nas provas do K-2, 10 no K-4, 6 nas provas de C-1 (uma das quais reservada para o país-sede na prova dos 1000 m), e 8 na prova do C-2.
- Copa do Mundo 2: O barco de melhor classificação (considerando apenas um barco por CON) em cada prova individual conseguiu a vaga para seu CON.
- Eventos de Qualificação Continentais: Apenas CONs que não conquistaram a qualificação em uma prova pelo Campeonato Mundial estavam elegíveis. Para as provas do K-1 e do C-1, uma vaga por barco estava disponível para cada continente (exceto a Europa, que recebeu duas vagas). Para as provas do K-2 e do C-2, a Europa recebeu duas vagas, porém apenas 6 vagas de qualificação estavam disponíveis para os outros quatro continentes; elas foram distribuídas aos continentes de acordo com o resultado do Campeonato Mundial: os CONs melhor classificados e ainda não qualificados de quatro diferentes continentes pelo Campeonato Mundial receberam uma vaga para seu continente.
- País-sede: O Japão, como país-sede, recebeu entradas para certos eventos, conforme listado na seção do Campeonato Mundial.
- Comissão Tripartite: A Canoagem (slalom e velocidade) tem um total de 2 vagas a serem distribuídas por convites.
- Realocação: As vagas não utilizadas foram realocadas. Na prática, isto foi usado onde alguns dos competidores de CON em barcos maiores também competiram em barcos menores, liberando vagas para atletas de CONs em categorias menores.

### Linha do tempo
| EventO                                                               | Data                         | Local              |
| -------------------------------------------------------------------- | ---------------------------- | ------------------ |
| Campeonato Mundial de Canoagem de Velocidade de 2019                 | 21 a 25 de agosto de 2019    | Szeged, Hungria    |
| Jogos Pan-Africanos de 2019                                          | 26 a 31 de agosto de 2019    | Rabat, Marrocos    |
| Qualificatória Olímpica de Canoagem de Velocidade da Oceania de 2020 | 14 a 16 de fevereiro de 2020 | Penrith, Austrália |
| Qualificatória Olímpica de Canoagem de Velocidade da Ásia de 2021    | 5 a 7 de maio de 2021        | Pattaya, Tailândia |
| Qualificatória Olímpica de Canoagem de Velocidade da Europa de 2021  | 12 a 13 de maio de 2021      | Szeged, Hungria    |
| Copa do Mundo 2 de Canoagem de Velocidade de 2021                    | 19 a 23 de maio de 2021      | Barnaul, Rússia    |

### Tabela de qualificação
Os seguintes barcos e atletas qualificaram.
| Evento            | Campeonato Mundial 2019 | Qualificação continental           | Qualificação continental | Qualificação continental | Qualificação continental      | Qualificação continental    | Copa do Mundo 2 2021                          | Total |
| Caiaque masculino | Campeonato Mundial 2019 | Europa                             | Américas                 | Ásia                     | África                        | Oceania                     | Copa do Mundo 2 2021                          | Total |
| ----------------- | --- | ---------------------------------- | ------------------------ | ------------------------ | ----------------------------- | --------------------------- | --------------------------------------------- | ----- |
| K-1 200 m         | GBR Grã-Bretanha SRB Sérvia FRA França ITA Itália SWE Suécia                                                                                               | RUS Rússia LAT Letônia             | ARG Argentina            | KOR Coreia do Sul        | RSA África do Sul EGY Egito   | SAM Samoa                   | LTU Lituânia                                  | 12    |
| K-1 1000 m        | CZE República Checa POR Portugal SVK Eslováquia RUS Rússia BLR Bielorrússia ARG Argentina SRB Sérvia                                                       | BEL Bélgica NOR Noruega FRA França | BRA Brasil BIZ BelizeTR  | IRI Irã                  | TUN Tunísia                   | COK Ilhas Cook              | CHN China ROT Equipe Olímpica de RefugiadosIP | 15    |
| K-2 1000 m        | GER Alemanha ESP Espanha FRA França CZE República Checa AUS Austrália ITA Itália                                                                           | HUN Hungria                        | CAN Canadá               | CHN China                | —                             | NZL Nova Zelândia           | —                                             | 10    |
| K-4 500 m         | GER Alemanha ESP Espanha SVK Eslováquia RUS Rússia HUN Hungria POR Portugal BLR Bielorrússia AUS Austrália JPN Japão CAN Canadá                            | —                                  | —                        | —                        | —                             | —                           | —                                             | 10    |
| Evento            | Campeonato Mundial 2019 | Qualificação continental           | Qualificação continental | Qualificação continental | Qualificação continental      | Qualificação continental    | Copa do Mundo 2 2021                          | Total |
| Canoa masculina   | Campeonato Mundial 2019 | Europa                             | Américas                 | Ásia                     | África                        | Oceania                     | Copa do Mundo 2 2021                          | Total |
| C-1 1000 m        | BRA Brasil POL Polônia FRA França GER Alemanha CZE República Checa JPN Japão*                                                                              | UKR Ucrânia                        | CUB Cuba                 | CHN China                | TUN Tunísia MOZ MoçambiqueTR  | AUS Austrália SAM Samoa     | MDA Moldávia                                  | 14    |
| C-2 1000 m        | CHN China CUB Cuba BRA Brasil GER Alemanha ROU Romênia POL Polônia RUS Rússia UKR Ucrânia CZE Chéquia                                                      | ESP Espanha HUN Hungria            | CAN Canadá               | KAZ Cazaquistão          | STP São Tomé e Príncipe       | —                           | —                                             | 14    |
| Evento            | Campeonato Mundial 2019 | Qualificação continental           | Qualificação continental | Qualificação continental | Qualificação continental      | Qualificação continental    | Copa do Mundo 2 2021                          | Total |
| Caiaque feminino  | Campeonato Mundial 2019 | Europa                             | Américas                 | Ásia                     | África                        | Oceania                     | Copa do Mundo 2 2021                          | Total |
| K-1 200 m         | NZL Nova Zelândia POL Polônia DEN Dinamarca ESP Espanha UKR Ucrânia HUN Hungria SRB Sérvia POR Portugal FRA França                                         | GBR Grã-Bretanha ITA Itália        | ARG Argentina            | JPN Japão                | ALG Argélia                   | COK Ilhas Cook              | RUS Rússia                                    | 16    |
| K-1 500 m         | NZL Nova Zelândia BLR Bielorrússia HUN Hungria SRB Sérvia DEN Dinamarca SWE Suécia GBR Grã-Bretanha                                                        | ESP Espanha CRO Croácia            | CAN Canadá               | KAZ Cazaquistão          | EGY Egito                     | SAM Samoa                   | POR Portugal                                  | 11    |
| K-2 500 m         | BLR Bielorrússia POL Polônia SLO Eslovênia BEL Bélgica FRA França UKR UcrâniaAQ CHN China                                                                  | GER Alemanha                       | AUT Áustria**            | —                        | RSA África do Sul TUN Tunísia | AUS Austrália               | —                                             | 8     |
| K-4 500 m         | HUN Hungria BLR Bielorrússia POL Polônia NZL Nova Zelândia FRA França GER Alemanha AUS Austrália UKR Ucrânia CHN China CAN Canadá RUS Rússia DEN Dinamarca | —                                  | —                        | —                        | —                             | —                           | —                                             | 12    |
| Evento            | Campeonato Mundial 2019 | Qualificação continental           | Qualificação continental | Qualificação continental | Qualificação continental      | Qualificação continental    | Copa do Mundo 2 2021                          | Total |
| Canoa feminina    | Campeonato Mundial 2019 | Europa                             | Américas                 | Ásia                     | África                        | Oceania                     | Copa do Mundo 2 2021                          | Total |
| C-1 200 m         | USA Estados Unidos RUS Rússia GBR Grã-Bretanha BLR Bielorrússia CHI Chile CAN Canadá POL Polônia HUN Hungria                                               | ESP Espanha                        | BUL Bulgária**           | THA Tailândia            | NGR Nigéria                   | NZL Nova Zelândia CHN China | CRO Croácia                                   | 13    |
| C-2 500 m         | CHN China HUN Hungria BLR Bielorrússia GER Alemanha UZB Uzbequistão CUB Cuba UKR Ucrânia CHI Chile                                                         | MDA Moldávia RUS Rússia            | JPN Japão**              | KAZ Cazaquistão          | —                             | AUS Austrália               | —                                             | 13    |

↑*  Vaga de país-sede
- Italic: A federação nacional qualificou um barco, porém o atleta que conseguiu a vaga já estava contado em outro barco.
- AQ: A federação nacional qualificou um barco, porém um dos atletas que o fez já estava contado em outro barco.
- TR: A federação nacional recebeu um convite da Comissão Tripartite[6]
- ^: A ICF decidiu que algumas das provas da África e da Oceania necessitavam de redistribuição para as listas do Campeonato Mundial, devido à ausência de competidores elegíveis.
- º: A ICF decidiu que duas vagas foram combinadas e realocadas para o CON de melhor posição e ainda não qualificado em uma categoria de barco maior, se houver disponibilidade de barcos de equipes do mesmo gênero e categoria.
- A África do Sul abriu mão das vagas conquistadas nos Jogos Pan-Africanos de 2019.
- ** Devido ao cancelamento do qualificatório das Américas, a ICF decidiu alocar as vagas de acordo com os resultados do Campeonato Mundial de 2019. Onde havia atletas insuficientes das Américas, as vagas foram realocadas.

A Espanha tinha barcos qualificados para o K-4 500m, K-2 1000m, e K-1 200m; como cada CON pode ter o máximo de 6 vagas, a vaga de atleta do K-1 foi realocada para a Suécia. A Hungria qualificou barcos para o K-4, K-2, e K-1 1000m, havendo necessidade de realocação da vaga do K-1 1000m. Josef Dostál da República Checa qualificou para o K-1 1000m e também fez parte do barco qualificado no K-2 1000m. A vaga de atleta conquistada no K-1 foi realocada. As duas vagas foram para a próxima nação disponível no K-1 1000m, porém não foi possível alocar para a França (Étienne Hubert era o atleta francês do K-1 1000 m, mas já tinha conquistado vaga no K-2) ou para a Espanha (que já tinha seis atletas), então foram para Bielorrússia e Argentina. O Japão recebeu uma vaga por equipes no K-4, então sua vaga de país-sede no K-1 1000m também teve de ser realocada; não foi possível ir para a Austrália (que já tinha seis vagas), então a Sérvia conseguiu qualificação.
Na canoa masculina, Isaquias Queiroz do Brasil qualificou para as provas do C-1 e do C-2; sua vaga da categoria C-1 foi realocada. Essa vaga foi para o melhor CON no C-2, a República Checa, já que ela poderia preencher o barco do C-2 pelo fato de um dos atletas (Martin Fuksa) já ter vaga no C-1 e apenas uma vaga era necessária para completar o barco.
No caiaque feminino, várias vagas foram realocadas, em um processo de dois passos. O primeiro passo foi que atletas qualificadas em ambas as provas do K-1 ficaram com a vaga para os 500m e a vaga dos 200m foi realocada para o próximo melhor barco dos 200m. Lisa Carrington da Nova Zelândia e Emma Jørgensen preencheram esse critério; elas foram consideradas qualificadas nos 500m e suas vagas nos 200m foram realocadas para Hungria e Sérvia. Como a vaga da Sérvia teria ido para Milica Starović, que (como Carrington e Jørgensen) qualificou nos 500m, a vaga foi posteriormente realocada para Portugal.
O segundo passo no caiaque feminino foi para atletas qualificadas em barcos de vários tamanhos. Volha Khudzenka da Bielorrússia foi parte dos barcos do K-4, K-2, e K-1 500m qualificados, requerendo realocação de suas vagas do K-2 e K-1. Maryna Litvinchuk também estava nos barcos do K-4 e K-2 para a Bielorrússia, então sua vaga no K-2 teve de ser realocada. Karolina Naja e Anna Puławska estavam nos barcos K-4 e K-2 da Polônia; ambas as vagas do K-2 foram realocadas. O mesmo aconteceu com Sarah Guyot e Manon Hostens da França e Mariya Povkh da Ucrânia. Mariia Kichasova-Skoryk, também da Ucrânia, qualificou nos barcos K-4 e no K-1 200m; sua vaga do K-1 foi realocada. Finalmente, Carrington estava no barco do K-4 da Nova Zelândia, então sua vaga do K1-500m foi realocada. Essas 10 vagas foram alocadas para preencher barcos do K-4 (a Dinamarca recebeu três, tirando Jørgensen da vaga do K-1 500m, e o Canadá recebeu quatro). Duas das três vagas restantes foram primeiro para a China no K-2, deixando uma vaga disponível; a Austrália era a próxima no K-2, porém nenhuma atleta estava qualificada no K-1, então a vaga não poderia ser preenchida, sendo transferida para o K-1 500m. A Suécia conquistou a vaga como o próximo CON no K-1 500m.
Na canoa feminina, Maria Mailliard do Chile qualificou no C-2 e no C-1; sua vaga foi realocada. A vaga realocada não foi suficiente para preencher um barco do C-2 do Japão, que não tinha qualificadas no C-1, portanto foi redistribuída para a próxima nação no C-1: Polônia.